# 기요하라씨 (히로스미류)
히로스미류 기요하라씨 (広澄流清原氏, きよはらうじ)는 헤이안 시대 중기의 명경박사 기요하라노 히로즈미를 씨조로써, 나카하라씨와 같이 묘교도를 가학(家学)으로 하는 씨이다. 씨(氏)로서의 약칭은 세이씨(清氏)이지만, 유가의 도통인 것을 의식하는 경우, 나카하라씨의 중가에 대해, 세이가(清家)로도 줄이기도 한다. 기원은 여러 설이 있지만, 칸코 원년 (1004년) 12월에, 히로즈미가 아마우지(海氏)에서 개씨(改氏)한 것으로 하는 것이 유력하다. 중흥 시조인 헤이안 말기의 기요하라노 요리나리를 학문의 신으로써 신격화하여, 교토 쿠루마자키신사의 주제신(主祭神)이 되었다. 중근세 시기에는 노리타카, 나리타다, 노부카타, 후나바시 슈켄 등이 유학자로서 대성하였다. 보신전쟁에서는 사와 타메카즈가 오우진무사 부총독을 역임했다. 메이지 시대에는 씨족에서 다섯 가문이 화족이 되었다. 즉, 적류 후나바시 가문과 서류 후세하라 가문, 사와 가문이 자작에 올랐고, 사와가는 후에 백작까지 올랐다. 또한, 사와 노부요시의 메이지 유신에서의 공으로, 차남 노부모토도 분가로써 남작 작위를 받았다. 또한, 지류인 고죠가는 고죠씨로써 규슈의 재지 무사화되어 있었지만, 가조 고죠 요리모토의 겐무 신정과 남조에서의 공적에 따라 남작에 추서되었다. 덧붙혀, 세이쇼나곤 등을 배출한 황별 기요하라씨는 동명의 다른 씨족이다.

## 역사

### 출자
묘교도를 가업으로 삼은 기요하라씨에 대해서, 확실히 족보를 거슬러 올라갈 수 있는 것은 기요하라노 히로즈미 (쵸호 4년 (1002년)에 명경박사에 보임한 인물)까지로, 그 이전에는 여러 서적과 일치하지 않는다.
토인 킨사다편 《존비분맥(尊卑分脈)》 (14세기 후반)의 본문에서, 히로즈미는 오노씨 출신이라는 설이 있는 요시후루(吉柯)라는 인물의 아들로 묘사된다.